# Чухин, Иван Иванович
Иван Иванович Чухи́н (13 апреля 1948, Мурманская область — 11 мая 1997, Петрозаводск) — российский политический деятель, депутат Верховного совета Российской Федерации, депутат Государственной думы РФ первого созыва, историк и литератор.

## Биография
Родился четвёртым ребёнком в семье морского пограничника. Отец родом из Архангельской области, мать — уроженка Пудожского района Карелии.
В 1954 году семья переехала в Петрозаводск, где он окончил школу и Петрозаводский строительный техникум в 1967 году.
После службы в армии работал в строительных организациях Петрозаводска бетонщиком, каменщиком, мастером, инженером. В 1974 году по направлению трудового коллектива строительного треста «Оргтехстрой» был принят на работу в уголовный розыск МВД Карельской АССР, работал оперуполномоченным. В 1977 году заочно окончил факультет психологии Ленинградского государственного университета. С 1987 года — член КПСС.
До 1990 года работал в органах МВД Карельской АССР. Награждён медалями «За безупречную службу» в органах внутренних дел III, II и I степени. Полковник милиции.
В 1990 году был избран делегатом XXVIII съезда КПСС. Сразу после съезда вышел из КПСС, публично, через газету «Ленинская правда», объяснив свои мотивы выхода из партии.
С 1990 года работал собственным корреспондентом по Cеверо-Западному региону в еженедельнике МВД России «Щит и меч», преподавал в Петрозаводском госуниверситете.
В 1990 году избран депутатом Верховного совета Российской Федерации по Ленинскому территориальному округу № 823 Карелии. Член комитета по средствам массовой информации, связям с общественными организациями, массовыми движениями граждан и изучению общественного мнения; член комитета по вопросам законности и правопорядка; заместитель председателя Комиссии Верховного совета по реабилитации жертв политических репрессий. Входил во фракции «Демократическая Россия» и «Коалиция реформ», в группу «Север». Был членом Координационного совета движения «Демократическая Россия». Один из авторов закона РСФСР «О реабилитации жертв политических репрессий». Во время событий августа 1991 года приехал из Петрозаводска в Москву на защиту Белого Дома России. В октябре 1991 года вошёл в состав комиссии по организации передачи-приема архивов КПСС и КГБ СССР на государственное хранение и их использованию.
В 1993 году избран депутатом Государственной думы РФ первого созыва (1993—1995) от Карельского избирательного округа № 16, получив 37,6 % голосов. Член фракции «Выбор России», член комитета по безопасности. Принимал участие в разработке законопроектов «О борьбе с коррупцией», «О борьбе с организованной преступностью», «О государственной защите потерпевших, свидетелей» и других.
В марте 1994 года член инициативной группы по созданию партии Демократический выбор России (ДВР). В 1990-е годы — председатель карельского отделения историко-просветительского общества «Мемориал».
Выборы 1995 года в Государственную думу Российской Федерации II созыва проиграл.
Автор книг об истории строительства Беломорско-Балтийского канала, о жертвах политических репрессий в СССР. Один из авторов полнометражного документального фильма «Канал имени Сталина».
11 мая 1997 года погиб в автокатастрофе.